# Sebastián Simonet
Sebastián Simonet (Vicente López, 12 de mayo de 1986) es un jugador argentino de handball. Fue parte de la Selección nacional. 
Es hijo de Luis Simonet y Alicia Moldes (ambos exjugadores de la selección nacional de balonmano) y hermano de Diego Simonet y Pablo Simonet.

## Carrera deportiva
Con la Selección mayor, Sebastián obtuvo la medalla de oro en los Juegos Panamericanos de 2011 en Guadalajara, México, medalla de oro en los Campeonatos Panamericanos de Santiago de Chile 2010, Buenos Aires 2012 (siendo elegido el mejor central del torneo) y Uruguay 2014, medalla de plata en San Pablo 2008 y la medalla de plata en los Juegos Panamericanos de 2015 en Toronto, Canadá.
Formó parte de la Selección Olímpica en los Juegos Olímpicos de Londres 2012.
También participó del mundial de España en 2013 (en el cual Argentina finalizaría en la quinta posición en su zona) y del Mundial de Suecia en 2011, consiguiendo una clasificación histórica a la segunda fase ganándole a Suecia, organizador del torneo. En el Mundial de Catar 2015, hicieron un gran torneo al empatar con Dinamarca y vencer a Arabia Saudita y Rusia; luego de vencer a este último equipo, clasificaron a octavos de final, en donde fueron derrotados por Francia (quien luego se coronaría campeón de dicho torneo).
En 2015, durante los Juegos Panamericanos realizados en Toronto, Canadá, volvió a clasificar a los Juegos Olímpicos con la selección, luego de pasar a la final de este torneo, partido en el que la selección terminaría perdiendo contra Brasil (que ya estaba clasificado por ser sede de los Juegos Olímpicos de 2016) en el alargue por tan sólo dos goles de diferencia y quedándose con la medalla de plata.
Con su club (US Ivry), fue finalista de la Copa de Francia 2011/12.
En 2016, obtuvo el tercer puesto en el Campeonato Panamericano realizado en Buenos Aires, Argentina.
Formó parte de la Selección Olímpica en los Juegos Olímpicos de Río de Janeiro 2016.
En 2019, volvió a obtener la medalla de oro en los Juegos Panamericanos de Lima, logrando también la clasificación a los Juegos Olímpicos de Tokio 2020.
Tras competir en los Juegos Olímpicos de Tokio 2020, Sebastián se retiró de la selección nacional.

## Clubes
- SAG Ballester (-2004-2005)
- Juventud Deportiva Arrate (2005-2006)
- Club Balonmano Torrevieja (2006-2011)
- US Ivry Handball (2011-2016)
- Ademar León (2016-2019)
- Alta Gracia Handball (2019)
- SAG Ballester (2019-2021)